# Nordisk Jægersamvirke
Nordisk Jægersamvirke (NJS, engelsk navn Nordic Hunters' Alliance) er en interessorganisation for jægere i Sverige, Norge, Danmark, Finland og Island. Det danske medlem er Danmarks Jægerforbund, og foreningen samarbejder på europæisk niveau med European Federation for Hunting and Conversation. Nordisk Jægersamvirke blev grundlagt i 1947.